# 김지대 영헌공실기 목판
김지대 영헌공실기 목판(金之岱 英櫶公實記 木板)은 대한민국 경상남도 밀양시 청도면 사곡리에 있는. 고려 고종 때의 문신인 영헌공 김지대(1190∼1266)의 시와 행적 등에 관한 기록을 모아 새긴 목판이다.
1995년 5월 2일 경상남도의 유형문화재 제304호 영헌공 실기책판으로 지정되었다가, 2018년 12월 20일 현재의 명칭으로 변경되었다.

## 개요
고려 고종 때의 문신으로서, 고종 4년(1217)에 거란이 강동을 침입하였을 때 늙으신 아버지를 대신해 전쟁터에 종군하여 충효쌍수의 위업을 남긴 영헌공 김지대(1190∼1266)의 시와 행적 등에 관한 기록을 모아 새긴 목판이다.
김지대는 당시 전주사록에 임명되어 어려운 사람들을 돕고, 선정을 펼쳐 사람들이 그를 존경하였다. 그 뒤 내직으로 보문각교감, 판사재사 등을 지냈고, 지공거가 되어 과거시험을 주관하기도 했다. 그가 죽은 후 나라에서 '영헌'이라는 시호를 내렸다.

## 참고 문헌
- 김지대 영헌공실기 목판 - 국가유산청 국가유산포털